# Heyd (Durbuy)
Pour les articles homonymes, voir Heyd.
Heyd [(h)e] (en wallon Hé) est une section de la ville belge de Durbuy située en Wallonie dans la province de Luxembourg. 
C'était une commune à part entière avant la fusion des communes de 1977.

## Géographie

### Hameaux
La section est composée d'Aisne, Lignely, Tour, Heyd et des hameaux et lieux-dits Au Romain, Haie du Pourceau, Hottemme, La Basse Haie, Loheré, Ninane, Voie du Plain.

## Évolution démographique
- Source: DGS, 1831 à 1970=recensements population, 1976= habitants au 31 décembre

## Histoire
Au Moyen âge, Heyd faisait partie du ban de Wéris, avec Aisne-sous-Heyd, Loheré et Tour, et dépendait de la Terre de Durbuy. La paroisse de Heyd est antérieure au XVe siècle et dépendait du seigneur de Durbuy, qui en possédait la collation et relevait la dîme.
Au début du XIXe siècle, un natif de Lignely défraie la chronique en Ardenne : Jean Henri Géna (né en 1795) et son comparse Magonette sont les auteurs de multiples méfaits dans la région. Magonette et Géna sont décapités à Liège en 1821.
Heyd n'est une commune de la province de Luxembourg que depuis 1839, lorsque la province fut créée lors de la fixation définitive de la frontière entre la jeune Belgique et le Luxembourg et détachement d'une partie de ce dernier au profit de la première. Situé dans le comté puis duché de Luxembourg, elle fit partie durant le régime français du département de Sambre-et-Meuse, avant de retourner au Grand-Duché de 1814 à 1839. La commune de Heyd fut créée sous le régime français par la réunion des localités d'Aisne, Heyd, Lignely, Lohéré et Tour.

## Patrimoine et culture

### Patrimoine architectural et monumental
- Le menhir d'Heyd fait partie des Mégalithes du domaine de Wéris :
- Église Saint-Martin à Heyd : en style néogothique (XIXe siècle). Des éléments sculpturaux de bois ont été détruits lors de la modernisation de l'église en 1920. Un angelot XVIIIe subsiste.
- Chapelle Saint-Donat à Aisne : fondée en 1791 par le curé de Heyd, la chapelle Saint-Donat est un simple volume en calcaire, surmonté d’un petit clocheton. Sur le pignon ouest, deux millésimes donnent les jalons de la construction de l’édifice : 1793 marque l’achèvement des deux premières travées, 1906 l’allongement d’une travée vers l’ouest.

## Personnalités
- Edouard Brisbois. Né à Heyd en 1887. Professeur à Saint-Roch, il subit l'occupation allemande en 1914. Le consul des Pays-Bas (état resté neutre) lui fournit un faux passeport à l'aide duquel il rejoint l'armée du roi Albert à Calais. Blessé, il poursuit la guerre comme infirmier. En 1919, il épouse sa marraine de guerre française et s'établit comme instituteur à Stavelot. En vacances en France lors de l'offensive de 1940, il ne parvient pas à rejoindre son poste dans le chaos général pour la rentrée scolaire. Il est de ce fait sanctionné par son administration. De retour à Stavelot, il est immédiatement contacté par des collègues enseignants qui lui proposent (dès 1940) de rejoindre un ancien réseau d'espionnage constitué entre 1914 et 1918 réactivé à la suite de la défaite. Localisé à Stavelot, ce réseau permettra à de nombreux évadés arrivant de l'Allemagne toute proche (le IIIe reich avait réinstallé la frontière à quelques kilomètres de Stavelot) de rentrer en France. La Gestapo a cherché à identifier le membre du réseau marié à une Française. Par un incroyable concours de circonstance, aucun des cinq enfants du couple n'avait donné lieu à la mention « France » derrière le lieu de naissance de leur mère, ce qui permit aux employés municipaux d'avertir la famille. Vivant à la Collerie (faubourg de Stavelot), la famille subit le logement d'un capitaine médecin de la SS, qui annonce le retour prochain de l'armée allemande. La Libération amène chacun à se dévoiler. Les Allemands en revenant encercleront les Américains en ville. Les combats s'y termineront à l'arme blanche faute de munitions[2]. Des dizaines de civils sont fusillés à la Collerie[3]. Réfugié dans les bois avec d'autres civils par une température de –40 °C, Edouard Brisbois arrive à contacter des officiers américains et se propose de diriger leurs tirs d'artillerie sur Stavelot. Il manque d'être fusillé par eux tant les Américains craignent les traîtres. Il sera honoré de trois médailles, dont l'Ordre de Léopold. Il se retire auprès de son fils et meurt en 1963 à Villers-le-Temple (province de Liège). Sur sa demande, il est enterré en France.

- Armel Job, écrivain belge né en 1948 à Heyd.

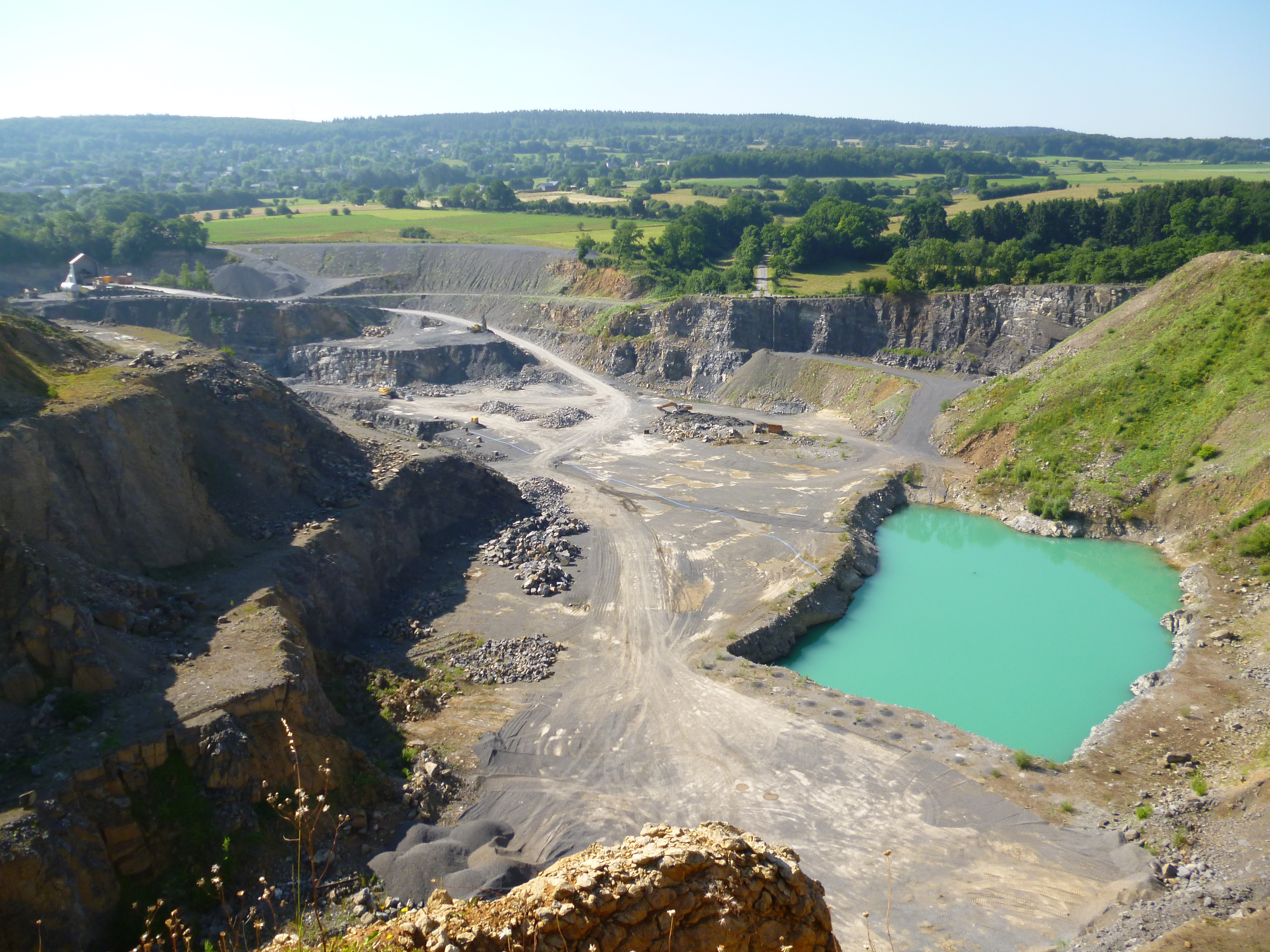
Carrière de Heyd.